# Contea di Laurel
La contea di Laurel (in inglese Laurel County) è una contea dello Stato del Kentucky, negli Stati Uniti. La popolazione al censimento del 2000 era di 52 715 abitanti. Il capoluogo di contea è London.